# それゆけ!
それゆけ!は、MBSラジオで1983年10月14日 から1994年10月7日まで放送されていたラジオ番組。
当初は板東英二がパーソナリティを務める『それゆけ金曜!! 板東英二』として放送開始。1984年4月9日より、月 - 金曜日の平日帯ワイド番組に放送枠を拡大。1985年4月8日以降は曜日別パーソナリティ制となり、上岡龍太郎、やしきたかじん、桂ざこばなど個性的な話術を持つタレント、ミュージシャン、落語家を起用した。
1980年代後半 - 1990年代初頭に掛けて、『ごめんやす馬場章夫です』『ありがとう浜村淳です』『諸口あきらのイブニングレーダー』『すみからすみまで角淳一です』と並ぶ同局の看板番組として人気を博した。
ここでは後継番組だった『金曜まるごと 清水国明』も記す。

## 放送時間
- 月 - 木曜日 12:00 - 14:00
- 金曜日　12:00 - 15:54
  - 当初は12:10スタートだった。
  - 月 - 木曜は14:00 - 14:20頃まで、『すみからすみまで角淳一です』のパーソナリティ　角淳一（MBSアナウンサー(当時)）とのクロストークで繋いでいくのが恒例だった。

## パーソナリティ
番組タイトルは基本的に「それゆけ! ○曜（パーソナリティ名）」となっている。

### 月曜
- 1984年4月9日 - 1985年3月 - 板東英二、横山由美子、近藤光史（MBSアナウンサー(当時)）
- 1985年4月8日 - 1994年10月3日 - 横山ノック[注釈 3]、水谷ミミ、松井昭憲（MBSアナウンサー(当時)[注釈 4]）

### 火曜
- 1984年4月10日 - 9月 - 板東英二、寺嶋千恵子
- 1984年10月 - 1985年3月 - 板東英二、永井由紀子
- 1985年4月9日 - 10月 - やしきたかじん、増井孝子[注釈 5]
- 1985年10月 - 1987年3月31日 - 板東英二、桂雀々、西岡幸子
- 1987年4月7日 - 1988年4月5日 - 桂雀々、西岡幸子
- 1988年4月12日 - 1994年10月4日 - やしきたかじん、波江野陽子[注釈 6]

### 水曜
- 1984年4月11日 - 9月 - 板東英二、永井由紀子
- 1984年10月 - 1985年3月 - 板東英二、寺嶋千恵子
- 1985年4月10日 - 1987年3月 - 池田幾三、レツゴーじゅん、桜井一枝
- 1987年4月 - 1994年10月5日 - 池田幾三、増井孝子、前田五郎

### 木曜
- 1984年4月12日 - 1985年3月 - 板東英二、桜井一枝
- 1985年4月11日 - 1987年4月2日 - 桂朝丸、桜井一枝、子守康範
- 1987年4月9日 - 1992年9月 - 上岡龍太郎、桜井一枝
- 1992年10月 - 1994年10月6日 - 原田伸郎、北川ユミ[注釈 7]

### 金曜
- 1983年4月14日 - 1991年10月 - 板東英二、桂きん枝、リリアン、増井孝子[注釈 8][注釈 9]。
- 1991年10月14日 - 1994年10月7日 - 清水国明、福田まゆみ、近藤勝重

## コーナー
- 月曜 - 木曜
  - それゆけスペシャル
  - いい旅いい味ごきげんさん
  - 日刊微笑自身
  - 気軽なパートナー 電話大作戦[注釈 10]
  - はばたけ歌謡曲
  - ミュージックフリーウェイ[注釈 11]
  - ハガキ大作戦
- 金曜
  - ハガキ松竹梅
  - 私、絶対美人です
  - 社会部記者登場
  - 気軽なパートナー それゆけ調査マン
  - プロ野球これを聞かなきゃ草野球
- 曜日共通
  - 毎日ニュース
  - お天気のお知らせ
  - 今日の空模様
  - 交通情報

## 金曜まるごと 清水国明
それゆけ金曜!! 清水国明の終了を受けて、1994年10月14日 - 1996年3月まで放送された生ワイド番組。出演者は前番組と変わらず、パーソナリティは清水國明。アシスタントは福田まゆみ → 高井美紀。その他の出演者は近藤勝重、桂坊枝、由城あず紗。

## テーマ曲
- 「燃えよドラゴンズ! '82」- 番組のパーソナリティを務めた、板東英二が唄っていた。途中からはカラオケ バージョンが使用された。